# Freqüència negativa

El vector que gira en sentit contrari a les agulles del rellotge (cos t, sin t) té una freqüència positiva de +1 radian per unitat de temps. No es mostra un vector girant en el sentit de les agulles del rellotge (cos −t, sin −t) que té una freqüència negativa de -1 radian per unitat de temps. Tots dos van al voltant del cercle unitari cada 2π unitats de temps, però en direccions oposades.

En matemàtiques, el concepte de freqüència amb signe (freqüència negativa i positiva) pot indicar tant la velocitat com el sentit de rotació; pot ser tan senzill com una roda girant en sentit horari o antihorari. La velocitat s'expressa en unitats com ara revolucions (també conegut com cicles) per segon (hertz) o radians/segon (on 1 cicle correspon a 2 π radians).
Exemple: matemàticament parlant, el vector {\displaystyle (\cos(t),\sin(t))} té una freqüència positiva de +1 radian per unitat de temps i gira en sentit contrari a les agulles del rellotge al voltant del cercle unitari, mentre que el vector {\displaystyle (\cos(-t),\sin(-t))} té una freqüència negativa de -1 radian per unitat de temps, que gira en el sentit de les agulles del rellotge.

## Sinusoides

Una freqüència negativa fa que la funció sin (violeta) lideri el cos (vermell) en 1/4 de cicle.

Sigui ω > 0 una freqüència angular amb unitats de radians/segon. Aleshores la funció f(t) = −ωt + θ té pendent −ω, que s'anomena freqüència negativa. Però quan la funció s'utilitza com a argument d'un operador cosinus, el resultat no es pot distingir de cos(ωt − θ). De la mateixa manera, sin(−ωt + θ) no es pot distingir de sin(ωt − θ + π). Així, qualsevol sinusoide es pot representar en termes de freqüència positiva. El signe del pendent de fase subjacent és ambigu.

L'ambigüitat es resol quan els operadors cosinus i sinus es poden observar simultàniament, perquè cos(ωt + θ) porta sin(ωt + θ) per1⁄4 cicle (és a dirπ⁄2 radians) quan ω > 0, i es retarda1⁄4 cicle quan ω < 0. De la mateixa manera, un vector, (cos ωt, sin ωt), gira en sentit contrari a les agulles del rellotge si ω > 0, i en sentit horari si ω < 0. Per tant, el signe de {\displaystyle \omega } també es conserva a la funció de valors complexos:
| {\displaystyle e^{i\omega t}=\underbrace {\cos(\omega t)} _{R(t)}+i\cdot \underbrace {\sin(\omega t)} _{I(t)},} | \| \| \| \| \| \| \| \| | (Eq.1 ) |
| |                         |         |
| |                         |         |

|  |  |  |
|  |  |  |el corol·lari del qual és:| {\displaystyle \cos(\omega t)={\begin{matrix}{\frac {1}{2}}\end{matrix}}\left(e^{i\omega t}+e^{-i\omega t}\right).} | \| \| \| \| \| \| \| \| | (Eq.2 ) |
| |                         |         |
| |                         |         |

|  |  |  |
|  |  |  || {\displaystyle z=re^{i\phi }=x+iy\,\!} |A Eq.1 el segon terme és un afegit a {\displaystyle \cos(\omega t)} que resol l'ambigüitat. A Eq.2 el segon terme sembla una addició, però en realitat és una cancel·lació que redueix un vector bidimensional a una sola dimensió, donant lloc a l'ambigüitat. Eq.2 també mostra per què la transformada de Fourier té respostes a totes dues {\displaystyle \pm \omega ,} encara que {\displaystyle \omega } només pot tenir un signe. El que fa la resposta falsa és permetre que la transformada inversa distingeixi entre una funció de valor real i una de complexa.

## Aplicacions

### Simplificació de la transformada de Fourier
Potser l'aplicació més coneguda de la freqüència negativa és la fórmula:
{\displaystyle {\hat {f}}(\omega )=\int _{-\infty }^{\infty }f(t)e^{-i\omega t}dt,}
que és una mesura de l'energia en funció {\displaystyle f(t)} a la freqüència {\displaystyle \omega .} Quan s'avalua per a un continu d'arguments {\displaystyle \omega ,} el resultat s'anomena transformada de Fourier.

### Mostreig de freqüències positives i negatives i aliasing

Aquesta figura representa dos sinusoides complexos, de color or i cian, que s'ajusten als mateixos conjunts de punts de mostra reals i imaginaris. Per tant, són àlies entre si quan es mostren a la velocitat (f _{s}) indicada per les línies de la quadrícula. La funció de color daurat representa una freqüència positiva, perquè la seva part real (la funció cos) lidera la seva part imaginària en 1/4 d'un cicle. La funció cian representa una freqüència negativa, perquè la seva part real queda endarrerida amb la part imaginària.